# Nico Meerburg
Nico Meerburg (Alblasserdam, 1945) is een Nederlands politicus van de VVD.
Na de ulo begon hij medio 1962 op 17-jarige zijn loopbaan als leerling-ambtenaar bij de gemeente Oud-Alblas. Daarna is hij ambtenaar geweest in achtereenvolgens de gemeenten Hendrik-Ido-Ambacht, Streefkerk, Gouda en Maastricht. Bij die laatste gemeente was hij hoofd afdeling Ruimtelijke Ordening voor hij in december 1985 benoemd werd tot burgemeester van de toenmalige Drentse gemeente Dalen wat hij tot september 1996 zou blijven. Vervolgens was Meerburg de burgemeester van de Gelderse gemeente Gorssel. Op 1 januari 2005 ging Gorssel op in Lochem waarmee zijn functie kwam te vervallen en zijn loopbaan na ruim 42 jaar ten einde kwam.